# Columbia Hills
Pour les articles homonymes, voir Columbia.
 (novembre 2020).
Si vous disposez d'ouvrages ou d'articles de référence ou si vous connaissez des sites web de qualité traitant du thème abordé ici, merci de compléter l'article en donnant les références utiles à sa vérifiabilité et en les liant à la section « Notes et références ».
Les Columbia Hills sont une série de collines basses à l'intérieur du cratère Gusev sur Mars. Elles ont été observées par la sonde Spirit (Mars Exploration Rover) quand elle a atterri dans le cratère en 2004.
Elles sont nommées en mémoire de l'accident de la navette spatiale Columbia et les différents pics ont été nommés d'après les sept astronautes qui ont péri dans la catastrophe.
Du nord au sud :

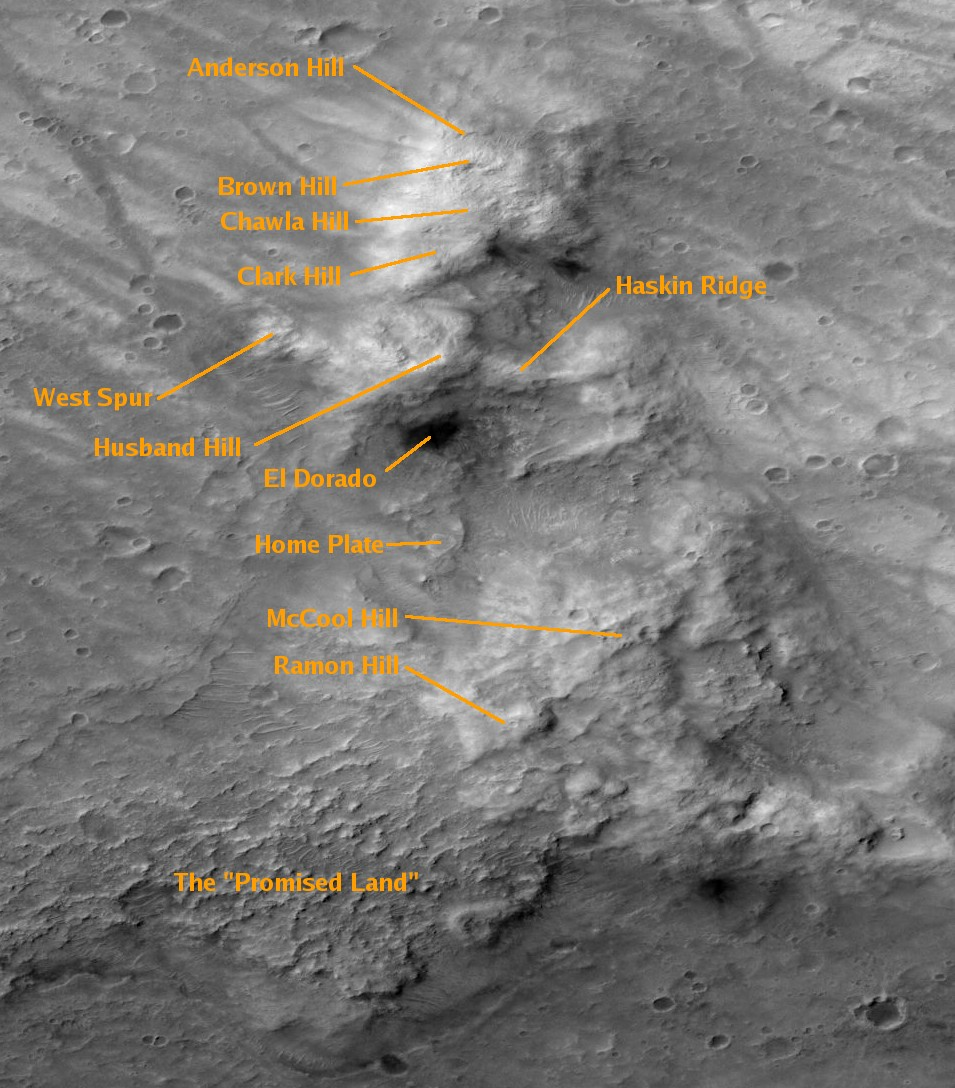
Columbia Hills vue du ciel

- Anderson Hill d'après Michael P. Anderson ;
- Brown Hill d'après David M. Brown ;
- Chawla Hill d'après Kalpana Chawla ;
- Clark Hill d'après Laurel Clark ;
- Husband Hill d'après Rick D. Husband ;
- McCool Hill d'après William C. McCool ;
- Ramon Hill d'après Ilan Ramon.